# Łomno (województwo świętokrzyskie)
Łomno – wieś w Polsce, położona w województwie świętokrzyskim, w powiecie starachowickim, w gminie Pawłów.
W latach 1975–1998 miejscowość położona była w województwie kieleckim.
Przez wieś przechodzi  czerwony szlak rowerowy z Cedzyny do Nowej Słupi.

## Część wsi
| SIMC    | Nazwa         | Rodzaj    |
| ------- | ------------- | --------- |
| 0260474 | Łomno-Majątek | część wsi |
| 0260480 | Parcele       | część wsi |
| 0260497 | Piekło        | część wsi |
| 0260505 | Pod Lasem     | część wsi |
| 1019310 | Rybianka      | część wsi |
| 0260511 | Ściegna       | część wsi |
| 0260528 | Zarzecze      | część wsi |

## Historia
Wieś notowana od roku 1401, w części własność szlachecka, w części prepozyta kieleckiego. Część nieużytków od 1450 r. należała do klasztoru świętokrzyskiego.
W początkach wieku XIX, według spisu miast, wsi, osad Królestwa Polskiego z roku 1827, było w Łomnie 12 domów i 101 mieszkańców.
W drugiej połowie XIX wieku Łomno opisano jako wieś i folwark w powiecie iłżeckim, gminie Tarczek, parafii Świętomarz. W roku 1884 wieś posiadała 13 domów i 313 mieszkańców oraz 418 mórg ziemi dworskiej, do włościan należało 309 mórg, we wsi był młyn wodny.  Według danych Towarzystwa Kredytowego Ziemskiego folwark Łomno (z wsiami: Łomno i Zarzecze) posiadał rozległość  580 mórg w tym ziemi ornej 378. Wieś folwarczna Łomno posiadała  29 osad, Zarzecze osad 7.
Kalendarium historyczne wsi do początków wieku XIX, w odrębnym artykule.

## Zabytki
W Łomnie znajduje się park dworski z XVIII i XIX w., wpisany do rejestru zabytków nieruchomych (nr rej.: A.810 z 9.12.1957).